# John Manners, V duca di Rutland
John Manners, V duca di Rutland (Londra, 4 gennaio 1778 – Belvoir Castle, 20 gennaio 1857), è stato un politico britannico.

## Biografia
Nato a Knightsbridge, Londra, Manners era il secondogenito ed unico figlio maschio di Charles Manners, IV duca di Rutland, e di sua moglie, Lady Mary Isabella Somerset, figlia di Charles Somerset, IV duca di Beaufort; apparteneva ad una delle più antiche famiglie nobili britanniche, venuta in Inghilterra coi normanni; da parte di madre discendeva direttamente da Giovanni Plantageneto, I duca di Lancaster.  Nel 1787 successe al ducato alla morte del padre.

## Carriera
Rutland fu Lord luogotenente del Leicestershire (1799-1857) e anche un importante proprietario e allevatore di cavalli da corsa purosangue. Il suo cavallo di maggior successo fu Cadland, che vinse il Derby nel 1828.
Fu cavaliere dell'Ordine della Giarrettiera, membro del Consiglio Privato di Sua Maestà, nonché deputato alla Camera dei Lord e alla Camera dei Comuni per il partito Tory.

## Matrimonio
Sposò, il 22 aprile 1799, Elizabeth Howard (13 novembre 1780–29 novembre 1825), figlia di Frederick Howard, V conte di Carlisle. Ebbero dieci figli:
- Lady Caroline Isabella Manners (25 maggio 1800-dicembre 1804);
- Lady Elizabeth Frederica Manners (10 dicembre 1801-20 marzo 1886), sposò Sir Andrew Robert Drummond, ebbero sette figli;
- Lady Emmeline Charlotte Elizabeth Manners (2 maggio 1806-29 ottobre 1855), sposò Charles Stuart-Wortley-Mackenzie, ebbero tre figli;
- George John Henry Manners, marchese di Gramby (26 giugno 1807-4 agosto 1807);
- Lady Katherine Isabella Manners (4 febbraio 1809-20 aprile 1848), sposò Frederick Hervey, II marchese di Bristol, ebbero sette figli;
- Lady Adeliza Elizabeth Gertrude Manners (29 dicembre 1810-26 ottobre 1877, sposò il reverendo F. J. Norman, ebbero una figlia;
- George John Frederick Manners, marchese di Gramby (20 agosto 1813-15 giugno 1814);
- Charles Manners, VI duca di Rutland (16 maggio 1815-3 marzo 1888);
- John Manners, VII duca di Rutland (3 dicembre 1818-4 agosto 1906);
- Lord George John Manners (22 giugno 1820-8 settembre 1874); sposò Adeliza Fitzalan-Howard, ebbero cinque figli.

## Morte
La duchessa di Rutland morì nel novembre del 1825. Egli rimase vedovo fino alla sua morte a Belvoir Castle, nel gennaio del 1857, all'età di 79 anni.

## Ascendenza
|                                       |                                     |                                         | Genitori                                         |  |  | Nonni |  |  | Bisnonni                          |  |  | Trisnonni                        |  |
|                                       |                                     |                                         |                                                  |  |  |       |  |  | John Manners, III duca di Rutland |  |  | John Manners, II duca di Rutland |  |
|                                       |                                     |                                         |                                                  |  |  |       |  |  | John Manners, III duca di Rutland |  |  | John Manners, II duca di Rutland |  |
|                                       |                                     | Catherine Russell                       |                                                  |  |  |       |  |  | John Manners, III duca di Rutland |  |  |                                  |  |
| John Manners, marchese di Granby      |                                     |                                         |                                                  |  |  |       |  |  | John Manners, III duca di Rutland |  |  |                                  |  |
|                                       |                                     | Bridget Sutton                          | Robert Sutton, II barone Lexinton                |  |  |       |  |  |                                   |  |  |                                  |  |
|                                       |                                     | Bridget Sutton                          | Robert Sutton, II barone Lexinton                |  |  |       |  |  |                                   |  |  |                                  |  |
|                                       |                                     | Bridget Sutton                          | Margaret Hungerford                              |  |  |       |  |  |                                   |  |  |                                  |  |
| Charles Manners, IV duca di Rutland   |                                     | Bridget Sutton                          |                                                  |  |  |       |  |  |                                   |  |  |                                  |  |
|                                       |                                     | Charles Seymour, VI duca di Somerset    | Charles Seymour, II barone Seymour di Trowbridge |  |  |       |  |  |                                   |  |  |                                  |  |
|                                       |                                     | Charles Seymour, VI duca di Somerset    | Charles Seymour, II barone Seymour di Trowbridge |  |  |       |  |  |                                   |  |  |                                  |  |
|                                       |                                     | Charles Seymour, VI duca di Somerset    | Elizabeth Alington                               |  |  |       |  |  |                                   |  |  |                                  |  |
| Frances Seymour                       |                                     | Charles Seymour, VI duca di Somerset    |                                                  |  |  |       |  |  |                                   |  |  |                                  |  |
|                                       |                                     | Charlotte Finch                         | Daniel Finch, VII conte di Winchilsea            |  |  |       |  |  |                                   |  |  |                                  |  |
|                                       |                                     | Charlotte Finch                         | Daniel Finch, VII conte di Winchilsea            |  |  |       |  |  |                                   |  |  |                                  |  |
|                                       |                                     | Charlotte Finch                         | Anne Hatton                                      |  |  |       |  |  |                                   |  |  |                                  |  |
| John Manners, V duca di Rutland       |                                     | Charlotte Finch                         |                                                  |  |  |       |  |  |                                   |  |  |                                  |  |
|                                       | Henry Somerset, II duca di Beaufort | Charles Somerset, marchese di Worcester |                                                  |  |  |       |  |  |                                   |  |  |                                  |  |
|                                       | Henry Somerset, II duca di Beaufort | Charles Somerset, marchese di Worcester |                                                  |  |  |       |  |  |                                   |  |  |                                  |  |
|                                       | Henry Somerset, II duca di Beaufort | Rebecca Child                           |                                                  |  |  |       |  |  |                                   |  |  |                                  |  |
| Charles Somerset, IV duca di Beaufort | Henry Somerset, II duca di Beaufort |                                         |                                                  |  |  |       |  |  |                                   |  |  |                                  |  |
|                                       |                                     | Rachel Noel                             | Wriothesley Noel, II conte di Gainsborough       |  |  |       |  |  |                                   |  |  |                                  |  |
|                                       |                                     | Rachel Noel                             | Wriothesley Noel, II conte di Gainsborough       |  |  |       |  |  |                                   |  |  |                                  |  |
|                                       |                                     | Rachel Noel                             | Catherine Greville                               |  |  |       |  |  |                                   |  |  |                                  |  |
| Mary Isabella Somerset                |                                     | Rachel Noel                             |                                                  |  |  |       |  |  |                                   |  |  |                                  |  |
|                                       |                                     | John Berkeley                           | Richard Berkeley                                 |  |  |       |  |  |                                   |  |  |                                  |  |
|                                       |                                     | John Berkeley                           | Richard Berkeley                                 |  |  |       |  |  |                                   |  |  |                                  |  |
|                                       |                                     | John Berkeley                           | Elizabeth Symms                                  |  |  |       |  |  |                                   |  |  |                                  |  |
| Elizabeth Berkeley                    |                                     | John Berkeley                           |                                                  |  |  |       |  |  |                                   |  |  |                                  |  |
|                                       |                                     | Elizabeth Norborne                      | Walter Norborne                                  |  |  |       |  |  |                                   |  |  |                                  |  |
|                                       |                                     | Elizabeth Norborne                      | Walter Norborne                                  |  |  |       |  |  |                                   |  |  |                                  |  |
|                                       |                                     | Elizabeth Norborne                      | Frances Bacon                                    |  |  |       |  |  |                                   |  |  |                                  |  |
|                                       |                                     | Elizabeth Norborne                      |                                                  |  |  |       |  |  |                                   |  |  |                                  |  |